# Психа (психологија)
Психа је у психологији цјелина људског ума, свјесног и несвјесног. Карл Јунг је у ову дефиницију укључио и преклапање и напетост између личних и колективног елемената у човјеку.
Психологија је научна или објективна студија психе. Ријеч има дугу историју употребе у психологији и филозофији, која датира још од античких времена, и представља један од фундаменталних концепата за разумијевање људске природе са научне тачке гледишта. У српском језику, душа се понекад користи као синоним за психу.